# Harish-Chandra Research Institute
Das Harish-Chandra Research Institute (HRI) ist eine führende Forschungseinrichtung Indiens auf dem Gebiet der Mathematik und theoretischen Physik mit Sitz in Prayagraj, Uttar Pradesh.
Das Institut ist autonom und wurde 1966 vom Department of Atomic Energy (DAE) der indischen Regierung gegründet. Ursprünglich der B. S. Mehta Trust in Kalkutta angegliedert, firmierte es bis Oktober 2001 als Mehta Research Institute (MRI).
Das HRI ist seit 2001 nach dem Mathematiker Harish-Chandra benannt.
Bekannte dort tätige Wissenschaftler sind oder waren Dipendra Prasad, Rajesh Gopakumar und Ashoke Sen.
Im akademischen Bericht für 2023–2024 werden 68 Mitarbeiter geführt, davon 18 Professoren. Es gab 5 Doktorarbeiten in Mathematik, 9 in Physik, sowie 19 Masterarbeiten in Physik.